# Supreme (artist)

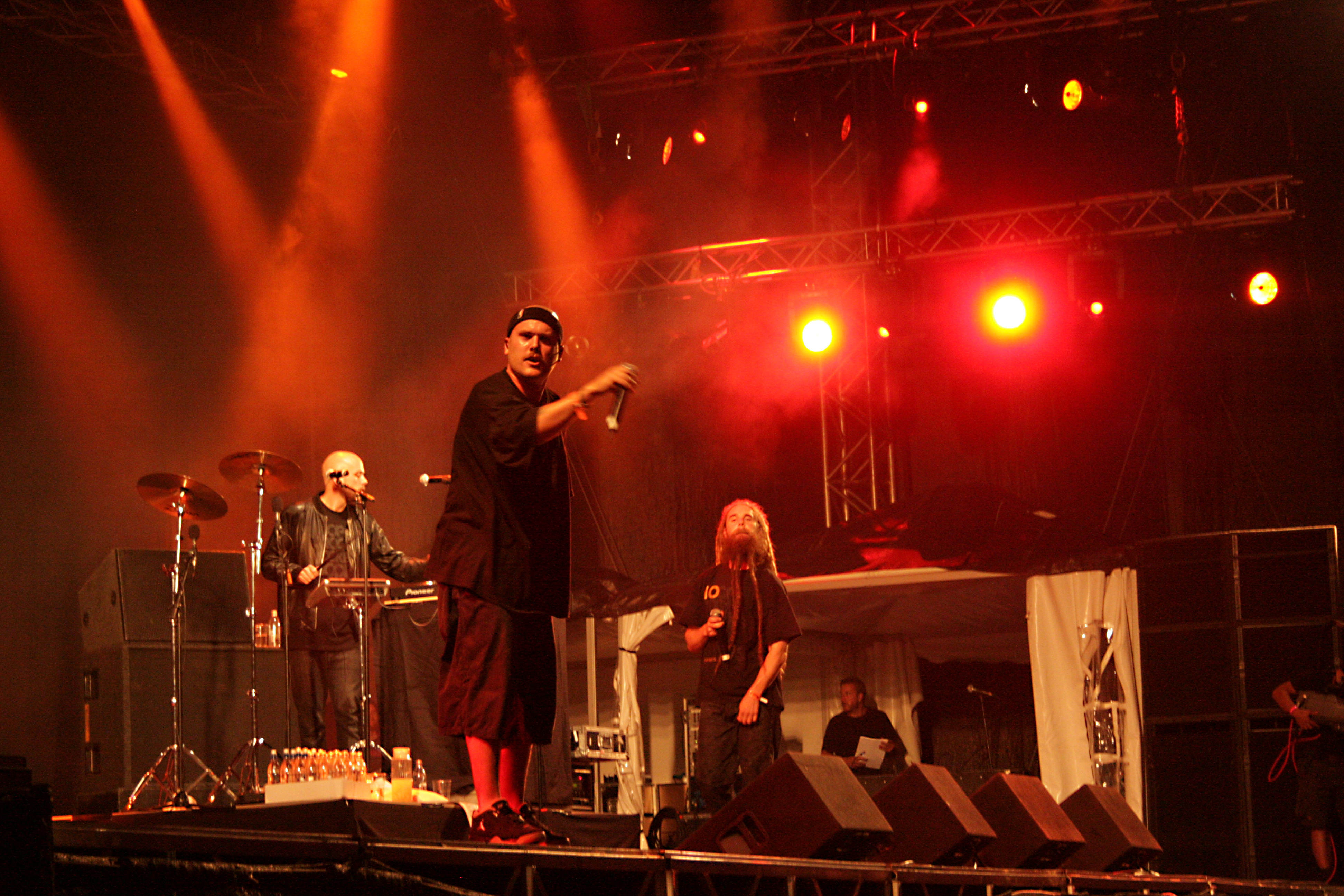
Supreme längst fram, under Looptroops spelning på Malmöfestivalen 2008.

Supreme, artistnamn för Rolf Erik Mathias Lundh Isén, född den 12 januari 1978 i Västerås, är en svensk rappare från gruppen Looptroop som kallats "Sveriges Big L". Har gästspelat med bland annat Timbuktu, Pst/Q och Promoe, men har ännu inte släppt någon skiva i eget namn.

## Diskografi (Looptroop)
- 2000 – Modern Day City Symphony
- 2000 – Modern Day City Symphony Instrumentals
- 2002 – The Struggle Continues
- 2002 – The Struggle Continues Instrumentals
- 2005 – Fort Europa
- 2005 – Fort Europa Instrumentals
- 2008 – Good Things
- 2011 – Professional Dreamers
- 2013 – Mitt Hjärta är En Bomb
- 2014 – Naked Swedes